# The Iron Hand
The Iron Hand er en amerikansk stumfilm fra 1916 af Ulysses Davis.

## Medvirkende
- Edward Clark som Jerry Simpson.
- Hobart Bosworth som Tim Noland.
- Jack Curtis som Connors.
- William V. som Slim.
- Maude George.